# Morrie Ryskind
Morrie Ryskind (* 20. Oktober 1895 in New York City, N.Y.; † 24. August 1985 in Washington, D.C.) war ein US-amerikanischer Librettist und Regisseur am Broadway und Drehbuchautor in Hollywood. 1931 erhielt er zusammen mit George Simon Kaufman und Ira Gershwin den Pulitzer-Preis für die Musical-Politsatire Of Thee I Sing (Musik: George Gershwin). Es war das erste Musical, das bis dahin diesen angesehenen Preis erhalten hatte.

## Leben
Morrie Ryskind war Sohn der russisch-jüdischen Einwanderer Ida (Edelson) und Abraham Ryskind. Kurz vor seinem Examen verwies man ihn 1917 von der Journalismusschule Columbia University School of Journalism wegen Artikeln, in denen er den Universitätspräsidenten kritisiert hatte. 
Mit George Simon Kaufman und Ira Gershwin schrieb er eine humoristische Kolumne in der New Yorker Evening Mail, arbeitete bis 1921 als Reporter für die New York World und veröffentlichte den humorvollen Gedichtband Unaccustomed As I Am (1921). In den 1920er Jahren schrieb er für einige Revuen und Musicals und assistierte George Simon Kaufman bei dem Marx-Brothers-Vehikel The Cocoanuts (1925). 
Nach seiner Aussage vor dem Komitee für unamerikanische Umtriebe 1947 geriet er als Theater- und Filmautor immer mehr ins Abseits. 1954 half er bei der Gründung der konservativen National Review, für die er auch als Kolumnist und Direktor wirkte. Von 1960 bis 1971 schrieb er für die Los Angeles Times und bis 1978 für den Los Angeles Herald-Examiner.

## Broadway-Shows
- Merry-Go-Round (1927) (Liedtexte und Buch mit Howard Dietz zu Musik von Henry Souvaine und Jay Gorney)
- Animal Crackers (1929) (Buch mit George Simon Kaufman zu Musik und Liedtexten von Bert Kalmar und Harry Ruby, Stars waren die Marx Brothers)
- Ned Wayburn's Gambols (1929) – Revue – (Buch zur Musik von Walter G. Samuels)
- Strike Up the Band (1930) (Buch zur Musik von George Gershwin und Liedtexten von Ira Gershwin)
- The Gang's All Here (1931) (Co-Autor)
- Of Thee I Sing (1933) (Buch mit George Simon Kaufman zu Musik von George Gershwin und Liedtexten von Ira Gershwin) – Pulitzerpreis in der Kategorie Drama
- Pardon My English (1933) (Buch mit Herbert Fields zu Musik von George Gershwin und Liedtexten von Ira Gershwin)
- Let ’Em Eat Cake (1934 Fortsetzung von „Of Thee I Sing“) (Buch mit George Simon Kaufman zu Musik von George Gershwin und Liedtexten von Ira Gershwin)
- Louisiana Purchase (1941) (Buch zu Musik und Liedtexten von Irving Berlin)
- The Lady Comes Across (1942) (Regie)

## Filmografie
- 1929: The Cocoanuts
- 1930: Animal Crackers
- 1935: Skandal in der Oper (A Night at the Opera)
- 1936: Höhe Null (Ceiling Zero)
- 1936: Mein Mann Godfrey (My Man Godfrey)
- 1937: Bühneneingang (Stage Door)
- 1938: There’s Always a Woman
- 1938: Room Service (Die Marx Brothers – Zimmerdienst)
- 1939: Man About Town
- 1941: Akkorde der Liebe (Penny Serenade)
- 1941: Louisiana Purchase
- 1943: Claudia
- 1945: It’s in the Bag!
- 1945: Where Do We Go from Here?
- 1946: Heartbeat
- 1950: Musical Comedy Time
- 1972: Of Thee I Sing (TV)